# GTI Travel
Die GTI Travel GmbH (kurz für German Travel International) war ein deutsches Touristikunternehmen mit Hauptsitz in Düsseldorf. Sie gehörte zusammen mit der Marke Buchmal Reisen zu den zehn größten Reiseveranstaltern in Deutschland und war ein Tochterunternehmen der türkischen Kayi Group. 

## Unternehmen
Die GmbH war eine Tochtergesellschaft der türkischen Familienholding Kayi Group mit Hauptsitz in Antalya und wurde 1994 gegründet. Zu diesem Unternehmen mit ca. 4000 Mitarbeitern gehörte auch die Reiseveranstalter DTI in den Niederlanden und GTI in Polen, die eigene Incoming-Agentur Kayitur in Antalya sowie die Fluggesellschaft Sky Airlines. In den letzten Jahren stand der russische Reisemarkt im Fokus. 
In der Türkei war die Kayi Group mit eigenen und angemieteten Hotels unter dem Namen Riva überwiegend im gehobenen Qualitätssegment der Landeskategorie aktiv, bevor diese Häuser 2008 und 2009 abgegeben wurden. Ende 2012 wurde auch das Luxus-Designhotel Adam & Eve in Belek verkauft.
Anfang Juni 2013 wurde berichtet, dass die Kayi Group Insolvenz angemeldet hat. Am 2. Juni 2013 stellten auch GTI und Buchmal Reisen einen Insolvenzantrag und den Betrieb mit sofortiger Wirkung ein. Auch die Schwestergesellschaft Sky Airlines, die zahlreiche Flüge für GTI durchführte, stellte ihren Betrieb ein.